# ليه غودمان
ليه غودمان (بالإنجليزية: Les Goodman)‏ هو لاعب كرة قدم أمريكية أمريكي، ولد في 1 سبتمبر 1950 في بورت جفرسون في الولايات المتحدة، وتوفي في 9 أغسطس 2012.

## وصلات خارجية
- ليه غودمان على موقع مرجع كرة القدم المحترفة.كوم (الإنجليزية)